# Hadena insularis
Hadena insularis är en fjärilsart som beskrevs av Constant Vincent Houlbert 1921. Hadena insularis ingår i släktet Hadena och familjen nattflyn. Inga underarter finns listade i Catalogue of Life.